# MTV Movie Award alla miglior sequenza d'azione
L'MTV Movie Award per la migliore sequenza d'azione (MTV Movie Award for Best Action Sequence) è un premio assegnato annualmente nel corso degli MTV Movie Awards dal 1992 al 2005.

## Vincitori e candidati
I vincitori sono indicati in grassetto.
- 1992
  - L'inseguimento lungo la freeway di Los Angeles - Terminator 2 - Il giorno del giudizio (Terminator 2: Judgment Day)
  - La sequenza finale nel palazzo in fiamme e la fuga nel vecchio tunnel - Fuoco assassino (Backdraft)
  - La sequenza finale sul tetto - Insieme per forza (The Hard Way)
  - La sequenza dell'elicottero - L'ultimo boy scout (The Last Boy Scout)
  - Il secondo salto dall'aeroplano - Point Break - Punto di rottura (Point Break)
- 1993
  - L'incidente motociclistico di Mel Gibson - Arma letale 3 (Lethal Weapon 3)
  - La caccia degli Aliens nei tunnel - Alien³
  - L'incidente aereo - Alive - Sopravvissuti (Alive: The Miracle of the Andes)
  - La corsa per la terra in Oklahoma - Cuori ribelli (Far and Away)
  - L'esplosione dell'elicottero - Trappola in alto mare (Under Siege)
- 1994
  - L'incidente ferroviario - Il fuggitivo (The Fugitive)
  - La sequenza d'apertura - Cliffhanger - L'ultima sfida (Cliffhanger)
  - La sequenza motociclistica - Senza tregua (Hard Target)
  - La sequenza del T-Rex e della jeep - Jurassic Park
  - "Lena Olin Handcuffed In Backseat Of Car" - Triplo gioco (Romeo Is Bleeding)
- 1995
  - La fuga dal bus / esplosione dell'aeroplano - Speed
  - La fuga dall'esplosione della barca - Blown Away - Follia esplosiva (Blown Away)
  - L'assalto al convoglio - Sotto il segno del pericolo (Clear and Present Danger)
  - L'esplosione del ponte - True Lies
- 1996
  - La prima battaglia in cui gli scozzesi sconfiggono gli inglesi - Braveheart - Cuore impavido (Braveheart)
  - La sparatoria nell'hangar degli aeroplani - Bad Boys
  - La sparatoria e l'esplosione sotterranea - Nome in codice: Broken Arrow (Broken Arrow)
  - La corsa in metropolitana con esplosione e deragliamento - Die Hard - Duri a morire (Die Hard: With a Vengeance)
- 1997
  - La scena del camion attraverso la fattoria - Twister
  - Il lancio di Arnold Schwarzenegger - L'eliminatore - Eraser (Eraser)
  - La distruzione delle metropoli - Independence Day
  - L'inseguimento sul treno / elicottero - Mission: Impossible
  - L'inseguimento con le Ferrari attraverso San Francisco - The Rock
- 1998
  - L'inseguimento in barca - Face/Off - Due facce di un assassino (Face/Off)
  - T-Rex attacca San Diego - Il mondo perduto - Jurassic Park (The Lost World: Jurassic Park)
  - L'insetto attacca la fortezza - Starship Troopers - Fanteria dello spazio (Starship Troopers)
  - La nave affonda - Titanic
  - L'inseguimento motocicletta / elicottero - Il domani non muore mai (Tomorrow Never Dies)
- 1999
  - Gli asteroidi colpiscono New York City - Armageddon - Giudizio finale (Armageddon)
  - L'inseguimento automobilistico sulla freeway - Arma letale 4 (Lethal Weapon 4)
  - L'inseguimento automobilistico fra De Niro e McElhone - Ronin
  - Lo sbarco in Normandia - Salvate il soldato Ryan (Saving Private Ryan)
- 2000
  - La corsa degli sgusci - Star Wars: Episodio I - La minaccia fantasma (Star Wars Episode I: The Phantom Menace)
  - La sequenza finale - The Blair Witch Project - Il mistero della strega di Blair (The Blair Witch Project)
  - Il salvataggio di Trinity - Matrix (The Matrix)
  - La sequenza del mostro di sabbia - La mummia (The Mummy)
- 2001
  - L'inseguimento motociclistico - Mission: Impossible 2
  - L'inseguimento automobilistico attraverso l'edificio in costruzione - Fuori in 60 secondi (Gone in Sixty Seconds)
  - La battaglia fra l'esercito romano e l'orda germanica - Il gladiatore (Gladiator)
  - L'incidente aereo - Cast Away
- 2002
  - La sequenza dell'attacco aereo - Pearl Harbor
  - La caduta del primo elicottero - Black Hawk Down - Black Hawk abbattuto
  - La corsa finale - Fast and Furious (The Fast and the Furious)
  - La battaglia nelle catacombe - Il Signore degli Anelli - La Compagnia dell'Anello (The Lord of the Rings: The Fellowship of the Ring)
- 2003
  - La battaglia del fosso di Helm - Il Signore degli Anelli - Le due torri (The Lord of the Rings: The Two Towers)
  - Lo schianto sulla Highway 23 - Final Destination 2
  - La fuga - Minority Report
  - Il conflitto nell'arena - Star Wars: Episodio II - L'attacco dei cloni (Star Wars Episode II: Attack of the Clones)
- 2004
  - La battaglia di Gondor - Il Signore degli Anelli - Il ritorno del re (The Lord of the Rings: The Return of the King)
  - L'inseguimento sulla Intercoastal Freeway - Bad Boys II
  - L'inseguimento con il tir - Terminator 3 - Le macchine ribelli (Terminator 3: Rise of the Machines)
  - La fuga dalla Mongolia - Charlie's Angels - Più che mai (Charlie's Angels: Full Throttle)
- 2005
  - La distruzione di Los Angeles  - The Day After Tomorrow - L'alba del giorno dopo (The Day After Tomorrow)
  - La battaglia della metropolitana - Spider-Man 2
  - L'incidente aereo su Beverly Hills - The Aviator
  - L'inseguimento automobilistico a Mosca - The Bourne Supremacy
  - L'assalto terroristico nel deserto - Team America: World Police